# Gelasinospora udagawae
Gelasinospora udagawae är en svampart som beskrevs av R.S. Khan & J.C. Krug 1989. Gelasinospora udagawae ingår i släktet Gelasinospora och familjen Sordariaceae.   Inga underarter finns listade i Catalogue of Life.